# (17625) Joseflada
(17625) Joseflada (1996 AY1) – planetoida z pasa głównego asteroid okrążająca Słońce w ciągu 5,76 lat w średniej odległości 3,21 j.a. Odkryta 14 stycznia 1996 roku.